# Tephrosia polystachya
Tephrosia polystachya är en ärtväxtart som beskrevs av Ernst Meyer. Tephrosia polystachya ingår i släktet Tephrosia och familjen ärtväxter. Inga underarter finns listade i Catalogue of Life.